# Stoffwächsu
Stoffwächsu ist das dritte Studioalbum der Schweizer Mundart- und Popsängerin Kisha. Es erschien am 3. Oktober 2004 bei dem Plattenlabel Ariola.

## Hintergrund
Das aus elf Titeln bestehende Studioalbum Stoffwächsu kam im Oktober 2004 beim Plattenlabel Ariola heraus und wurde alleinig von Brigitte Angerhausen produziert. Mit dem Lied Keine isch wie du enthält es auch eine Coverversion von Prince’ Nothing Compares 2 U. Die Liedtexte sind in Berndeutsch geschrieben und interpretiert und wurden unter anderem von Florian Ast sowie Daniel Schaub verfasst. Am Schlagzeug saß Wolf Simon. Es ist Kishas drittes Album, das sie bei dem Plattenlabel Ariola herausbrachte.
Das Frontcover zeigt Kisha alleine inmitten auf einer grünen Wiese, über ihr Gesicht ragen einzelne Grashalme. In der Mitte steht groß der Künstlername, darunter klein in roter Schrift der Albentitel.

## Titelliste
| Nr. | Titel                                           | Autor(en)                                            | Produzent(en)        | Länge |
| --- | ----------------------------------------------- | ---------------------------------------------------- | -------------------- | ----- |
| 1.  | Frei wie ä Vogu                                 | Florian Ast                                          | Brigitte Angerhausen | 3:19  |
| 2.  | Läb dini Tröim                                  | Mitch Hunt                                           | Brigitte Angerhausen | 3:09  |
| 3.  | Für öich zwöi                                   | Johan Daansen, Brigitte Kobel, Michael Grossenbacher | Brigitte Angerhausen | 3:46  |
| 4.  | Küss mi wach                                    | Daniel Schaub                                        | Brigitte Angerhausen | 4:35  |
| 5.  | Troumland                                       | Johan Daansen, Brigitte Kobel                        | Brigitte Angerhausen | 4:01  |
| 6.  | Ä Tag im Bett                                   | Signorino TJ                                         | Brigitte Angerhausen | 3:46  |
| 7.  | Ig u mi Hung                                    | Johan Daansen, Brigitte Kobel, Royal Pop             | Brigitte Angerhausen | 2:54  |
| 8.  | I singe dir es Lied                             | Johan Daansen, Brigitte Kobel, Royal Pop             | Brigitte Angerhausen | 3:26  |
| 9.  | Keine isch wie du (Coverversion von The Family) | Prince, Reto Peritz                                  | Brigitte Angerhausen | 4:12  |
| 10. | Wohär dr Wind wäiht                             | Johan Daansen, Brigitte Kobel, Royal Pop             | Brigitte Angerhausen | 3:25  |
| 11. | Überau du                                       | Johan Daansen, Dani Schaub, Brigitte Kobel           | Brigitte Angerhausen | 3:21  |

## Chartplatzierungen
| ChartsChartplatzierungen | Höchstplatzierung | Wochen |
| ------------------------ | ----------------- | ------ |
| Schweiz (IFPI)           | 21 (6 Wo.)        | 6      |